# Temporada 1938-1939 del Liceu
| Temporada 1938-1939 del Liceu |                 |                  |                   | |           |                |
| Òpera                         | Compositor      | Director musical | Director d'escena | Papers principals | Producció | Dates          |
| Marina                        | Emilio Arrieta  | Francisco Palos  | Rafael Moragas    | Conchita Panadés, Mercè Roca, Felipe Sanagustín, Pedro Terol, Pablo Gorgé, Jordi Frau, August Gonzalo, Alexandre Nolla |           | 11 de desembre |
| La Dolores                    | Tomás Bretón    | Josep Sabater    | Rafael Moragas    | Matilde Martín, Elena Lucci, Joan Rosich, Marcos Redondo, Pablo Gorgé, Manuel Gas, August Gonzalo, Josep Farràs        |           | 10 de gener    |
| La bohème                     | Giacomo Puccini | Josep Sabater    | Joan Villaviciosa | Mercè Capsir, Carlos Merino, Colombo Ciprione, Rosita Sanz, Manuel Gas, Frau, Giralt, Farràs, Nolla                    |           | 29 d'abril     |
| Carmen                        | Georges Bizet   | Antoni Capdevila | Joan Villaviciosa | Concepció Callao, Antoni Cortis, Ricard Fuster, Maria Espinalt/Julia García/Pilar Duamirg                              |           |                |